# Mannequin Challenge
Le Mannequin Challenge est un phénomène venant d'Internet et des réseaux sociaux. À l'origine, un groupe de jeunes lycéens français de Paris aurait produit une vidéo, en octobre 2016, restant immobiles tels des mannequins, sur la chanson Black Beatles de Rae Sremmurd. Les vidéos se sont multipliées au sein des lycées.

## Utilisations du Mannequin Challenge
- L'idée a été reprise par l'équipe de campagne de la candidate démocrate Hillary Clinton, à l'élection présidentielle américaine. Puis reprise par les célébrités, politiques, sportifs[4], artistes, d'abord aux États-Unis, notamment à la Maison-Blanche[5], pour rapidement envahir l'Europe.
- Le 20 décembre 2016, l'UNICEF publie un Mannequin Challenge montrant une scène de village durant un acte d'excision. L'objectif est de sensibiliser le public à la question de l'excision[6].